# Phaleria montana
Phaleria montana är en tibastväxtart som först beskrevs av Berthold Carl Seemann, och fick sitt nu gällande namn av Ernest Friedrich Gilg. Phaleria montana ingår i släktet Phaleria och familjen tibastväxter. Inga underarter finns listade i Catalogue of Life.